# Zaid Al-Bawardi
Zaid Al-Bawardi (en árabe: زيد البواردي‎; Riad, 26 de enero de 1997) es un futbolista saudí que juega en la demarcación de portero para el Al-Shabab Club de la Liga Profesional Saudí.

## Selección nacional
Tras jugar con la selección de fútbol sub-20 de Arabia Saudita y la sub-23, finalmente hizo su debut con la selección absoluta el 4 de diciembre de 2021 en un encuentro de la Copa Árabe de la FIFA 2021 contra Palestina que finalizó con un resultado de empate a uno tras el gol de Mohammed Rashid para el combinado palestino, y de Abdullah Al-Hamdan para Arabia Saudita. Además disputó los Juegos Olímpicos de Tokio 2020.

## Clubes
| Club           | País           | Año       | Partidos | Goles |
| -------------- | -------------- | --------- | -------- | ----- |
| Al Nassr F. C. | Arabia Saudita | 2018-2020 | 3        | 0     |
| Al-Shabab Club | Arabia Saudita | 2020-     | 25       | 0     |